# ألان ستايسي
ألان ستايسي (بالإنجليزية: Alan Stacey) هو متسابق دراجات نارية بريطاني، ولد في 29 أغسطس 1933 في إسكس في المملكة المتحدة، وتوفي في 19 يونيو 1960 في حلبة دي سبا فرانكورشومب في بلجيكا.